# Marc Janssens
Marc Janssens (ur. 13 listopada 1968 w Duffel) – belgijski kolarz przełajowy, torowy i szosowy, mistrz świata juniorów w kolarstwie przełajowym.

## Kariera
Pierwszy sukces w karierze Marc Janssens osiągnął w 1987 roku, kiedy zdobył złoty medal w kategorii juniorów podczas przełajowych mistrzostw świata w Mladej Boleslav. Był to jednak jedyny medal wywalczony przez niego na międzynarodowej imprezie tej rangi. Ponadto w sezonach 1993/1994 i 1996/1997 zajmował trzecie miejsce w klasyfikacji generalnej Pucharu Świata w kolarstwie przełajowym. W pierwszym przypadku wyprzedzili go jedynie dwaj rodacy: Paul Herijgers i Danny De Bie, a w drugim lepsi okazali się dwaj Holendrzy: Adrie van der Poel i Richard Groenendaal. Trzykrotnie zdobywał mistrzostwo Belgii. Startował też w kolarstwie torowym i szosowym, jednak bez większych sukcesów.